# USS Washington (ACR-11)
Pour les autres navires du même nom, voir USS Washington et USS Seattle.
L'USS Washington (ACR-11) est un croiseur cuirassé de l'United States Navy de classe Tennessee construit à partir de 1903 et mis en service en 1906. Il est nommé d'après l’État de Washington.